# Tirat Jehuda
Tirat Jehuda (hebr.: טירת יהודה) – moszaw położony w samorządzie regionu Chewel Modi’in, w Dystrykcie Centralnym, w Izraelu.

## Historia
Moszaw został założony w 1949.

## Gospodarka
Gospodarka moszawu opiera się na intensywnym rolnictwie.

## Komunikacja
Przy moszawie przebiega droga ekspresowa nr 46  (Port lotniczy Ben Guriona–Tirat Jehuda).